# Varvarivka, Olevsk
Varvarivka (în ucraineană Варварівка) este un sat în comuna Rudnea-Bîstra din raionul Olevsk, regiunea Jîtomîr, Ucraina.

## Demografie
Componența lingvistică a localității Varvarivka
     Ucraineană (99,25%)
     Alte limbi (0,75%)
Conform recensământului din 2001, majoritatea populației localității Varvarivka era vorbitoare de ucraineană (99,25%), existând în minoritate și vorbitori de alte limbi.